# میوجی ایه‌کی
میوجی ایه‌کی (انگلیسی: Miyoji Ieki; ۱۰ سپتامبر ۱۹۱۱ – ۲۲ فوریهٔ ۱۹۷۶) کارگردان فیلم، و فیلم‌نامه‌نویس اهل ژاپن بود. وی بین سال‌های ۱۹۴۰ تا ۱۹۷۴ میلادی فعالیت می‌کرد.